# 블랙타운 베이스볼 스타디움
블랙타운 베이스볼 스타디움(Blacktown Baseball Stadium)은 1999년 개장한 오스트레일리아 뉴사우스웨일스주 시드니의 야구장이다. 2000년 하계 올림픽의 제 2야구장으로 사용되었으며, 현재 오스트레일리안 베이스볼 리그 시드니 블루삭스의 홈구장으로 사용된다. 수용 인원은 3,000석이다.

## 같이 보기
- 블랙타운 올림픽 경기장